# Mikalou
Mikalou est un quartier situé entre les arrondissements six Talangaï et neuf Djiri au nord de Brazzaville.

## Structure
Ce quartier possède un lycée d'enseignement général, deux écoles primaires, plusieurs pharmacies, un hôpital pédiatrique, deux avenues principales et un rond-point. Il est traversé par la route nationale No 2 et un pont.